# 7. миленијум
7. миленијум је миленијум, односно период, који ће почети 1. јануара 6001. године, а завршити се 31. децембра 7000. године.